# Édouard de La Haye-Saint-Hilaire
Édouard de La Haye-Saint-Hilaire, dit Raoul, né le 9 décembre 1775 à Saint-Hilaire-des-Landes et mort le 7 octobre 1807 à Vannes, est un militaire français et un officier chouan.

## Biographie
Édouard de La Haye-Saint-Hilaire naît au château de la Haye-Saint-Hilaire, à Saint-Hilaire-des-Landes, entre Rennes et Fougères. Il est le frère de Louis de La Haye-Saint-Hilaire.
Au début de la Révolution française, alors qu'il s'apprêtait à entrer au 78e régiment d'infanterie de ligne, il prend une certaine part aux activités de l'Association bretonne, menée par le marquis Armand Tuffin de La Rouërie. Il émigre ensuite avec sa mère en Angleterre.
Il rejoint ensuite l'Armée des émigrés et participe à l'expédition de Quiberon en 1795. Il débarque avec la deuxième division, commandée par Charles de Sombreuil. L'expédition se termine par un désastre, mais Édouard de La Haye-Saint-Hilaire fait partie des rescapés qui parviennent à rallier la flotte anglaise.
Il se fait ensuite débarquer sur la côte et rejoint les chouans. Il sert brièvement sous les ordres de Louis de Sol de Grisolles et d'Aimé Picquet du Boisguy.
Fin 1799, il retourne au Morbihan et reçoit le commandement du corps des « chasseurs et grenadiers réunis », fort de 1 200 hommes et constitué par l'élite des combattants des légions d'Auray et de Vannes. Le 25 janvier 1800, il prend part à la bataille du pont du Loc'h, mais ses troupes, trompées par le brouillard et l'obscurité, se dispersent en se lançant à la poursuite d'un petit détachement républicain.
Sous le Consulat, une fiche policière le décrit ainsi : « La Haye-Saint-Hilaire, dit Raoul, né à Saint-Hilaire-des-Landes, 1 m 67, visage rond et plein, un peu gravé, joues colorées, nez bien fait, bouche ordinaire, lèvres colorées, belles dents, beaux yeux bruns, vifs, sourcils très marqués, barbe noire bien marquée, sans être forte, cheveux à la Titus coupés ras derrière, descendant peu sur le front ; quand il parle, il tousse très souvent du nez, marchant très droit, l’air vif, le cou pas très long cravaté de couleur ; son habit est vert olive ou neuf bleu, avec boutons jaunes, gilet noir uni, pantalon gris, bottes unies »
Le 17 avril 1806, La Haye-Saint-Hilaire, à la tête d'un groupe de quatre chouans, enlève près de Vannes l'évêque concordaire Antoine Xavier Mayneaud de Pancemont,. Il réclame alors la libération de deux chouans nommé Pourchasse et Bertin, une rançon de 24 000 francs, ainsi que la Légion d'honneur et l'anneau épiscopal de l'évêque,. Le préfet Joseph-Louis-Victor Jullien accepte le marché, ce qui provoque la colère de l'Empereur Napoléon,. Jullien échappe à la destitution, mais il est déssaisi de la répression qui est confiée au général Boyer,. Un camp volant de 1 500 hommes, formé à Pontivy, bat ensuite la campagne pendant plusieurs semaines. Violemment commotionné lors de son enlèvement, l'évêque Pancemont meurt quant à lui d'une congestion cérébrale le 18 mars.
Le 23 septembre 1807, les chouans La Haye-Saint-Hilaire, Pourchasse et Billy se retrouvent cernés par 28 gendarmes dans une maison à proximité de Vannes. Pourchasse est tué lors de la fusillade, tandis que La Haye-Saint-Hilaire est blessé à la jambe. Les gendarmes menacent ensuite d'incendier la masure, ce qui décide les assiégés à se rendre.
Jugés par une commission militaire, La Haye-Saint-Hilaire et Billy sont condamnés à mort et fusillés à Vannes, au Parc de la Garenne, le 8 octobre 1807,. En raison de sa blessure, La Haye-Saint-Hilaire est exécuté dans un fauteuil.